# Internationale Luchthaven Lombok
Internationale Luchthaven Lombok (Indonesisch: Bandar Internasional Lombok) (LOP) is de enige luchthaven die het Indonesische eiland Lombok bedient. Het is geopend op 1 oktober 2011. Het vliegveld vervangt de Luchthaven Selaparang, die op 31 oktober 2011 werd gesloten.

## Maatschappijen en bestemmingen
| Maatschappij                   | Bestemming                                                        | Soort          |
| ------------------------------ | ----------------------------------------------------------------- | -------------- |
| Batavia Air                    | Jakarta-Soekarno-Hatta, Surabaya                                  | nationaal      |
| Garuda Indonesia               | Denpasar, Jakarta-Soekarno-Hatta                                  | nationaal      |
| Indonesia Air Transport        | Denpasar                                                          | nationaal      |
| Lion Air                       | Jakarta-Soekarno-Hatta, Surabaya                                  | nationaal      |
| Lion Air operated by Wings Air | Denpasar, Surabaya                                                | nationaal      |
| Merpati Nusantara Airlines     | Bandung, Denpasar, Jakarta-Soekarno-Hatta, Kuala Lumpur, Surabaya | nationaal      |
| Nordwind Airlines              | Novosibirsk-Tolmachevo (seizoensgebonden)                         | internationaal |
| SilkAir                        | Singapore                                                         | internationaal |
| TransNusa Air Services         | Bima, Denpasar, Labuanbajo (transit DPS), Sumbawa                 | nationaal      |
| Trigana Air Service            | Denpasar                                                          | nationaal      |
| Wings Air                      | Denpasar                                                          | nationaal      |